# Spitze (Kürten)
Spitze ist ein Ortsteil in der Gemeinde Kürten im Rheinisch-Bergischen Kreis.

## Beschreibung
Spitze ist ein Verkehrsknotenpunkt der Region mit den angrenzenden Nachbarorten Dürscheid, Bechen, Eikamp, Herkenrath, Moitzfeld (Autobahnanbindung), Herrenstrunden und Bergisch Gladbach, die verkehrstechnisch gut angebunden sind.

## Geschichte
Die Herkunft des Namens ist nicht abschließend geklärt. In der Wiebekingschen Karte von 1789 erscheint der Ort als „Bitzen“, was so viel heißt wie Quelle, Pütz oder Brunnen. Wenn man ein kurzes Stück in Richtung Herrenstrunden geht, kommt man an ein Feuchtgebiet, das auf eine ehemalige Quelle oder einen Bach hindeutet, siehe dazu auch die Bedeutung der Ortsnamen Dorpe (versiegender Bach) und Broich (morastige, sumpfige Stelle). Möglicherweise hat sich daraus der Name Spitze entwickelt. Womöglich hat am oberen Teil des Feuchtgebiets, das im Flurstück „An der Johannestrompen“ nördlich der Wipperfürther Straße und westlich der Bechener Straße gelegen ist, an diesem Bach eine Getreidemühle gestanden.
Gesichert in Erscheinung trat Spitze mit dem Bau der Kapelle. Die Jakobus-Kapelle in Spitze wurde 1663 erstmals urkundlich erwähnt, als sich die Gemeinde Dürscheid 50 Taler „zum Besten der Kapelle in Spitz“ lieh. Den Anstoß gaben Bewohner der schon bestehenden Hofstellen Broich und Dorpe.
Die Topographia Ducatus Montani des Erich Philipp Ploennies aus dem Jahre 1715, Blatt Amt Porz, belegt, dass der Ort bereits 1715 als Ort mit drei Höfen bestand und als a. d. Spitzen bezeichnet wurde.
Aus Carl Friedrich von Wiebekings Charte des Herzogthums Berg 1789 geht hervor, dass Broich zu dieser Zeit Teil der Honschaft Dürscheid. In der Topographische Aufnahme der Rheinlande von 1824 ist der Ort mit den Gebäuden Hof Müller und einem heutigen Gasthaus eingezeichnet. Die benachbarte Hofstelle Dorpe war zu der Zeit noch wesentlich größer und umfasste auch den Teil an der jetzigen Bensberger Straße. Auf der Preußischen Uraufnahme von 1840 ist dieser Teil als zu Spitze gehörig eingetragen. Ab der Preußischen Neuaufnahme von 1892 ist er auf Messtischblättern regelmäßig als Broich verzeichnet.
Unter der französischen Verwaltung zwischen 1806 und 1813 wurde das Amt Porz aufgelöst und die Honschaft Dürscheid wurde politisch der Mairie Bensberg im Arrondissement Mülheim am Rhein zugeordnet. 1816 wandelten die Preußen die Mairie zur Bürgermeisterei Bensberg im Kreis Mülheim am Rhein. Spitze zählte 1830 41 Einwohner.
1823 baute Wilhelm Keller am Uhlweg von Braunsberg nach Spitze, der heutigen Bensberger Straße den ersten Gewerbebetrieb in Spitze, der sich mit Krautkochen beschäftigte, auf.
1856 wurde schließlich Spitze durch den Bau der Landstraße von Bensberg bis Bechen erschlossen. Zu etwa der gleichen Zeit wurde die Straße von Herrenstrunden nach Dürscheid gebaut.
In der Aufstellung des Königreichs Preußens für die Volkszählung 1885 wurde Spitze aufgeführt als Wohnplatz der Landgemeinde Bensberg im Kreis Mülheim am Rhein. Zu dieser Zeit wurden 21 Wohnhäuser mit 116 Einwohnern gezählt.
Aufgrund des Köln-Gesetzes wurde die Gemeinde Kürten mit Wirkung zum 1. Januar 1975 mit dem bis dahin selbstständigen Gemeinden Bechen und Olpe und Teilen der Stadt Bensberg zur Gemeinde Kürten zusammengeschlossen. Dabei wurde auch Spitze Teil der Gemeinde Kürten.

## Bergbau
In Spitze wurde seit 1869 Eisenerz auf der Grube Luther in einem großen Tagebau gewonnen. Seit 1888 mussten Schächte abgeteuft werden, weil das Deckgebirge für den Tagebau zu mächtig wurde. Ende Oktober 1895 wurde der Betrieb eingestellt. In den späteren Jahren kam es mehrfach zu Versuchsarbeiten. Man musste aber immer wieder feststellen, dass der Bergbau nicht mehr lohnte.
Das Zechenhaus der Grube Luther am heutigen Grubenweg war als eigenständiger Wohnplatz in der preußischen Rheinprovinz verzeichnet. Es ist ab der Preußischen Neuaufnahme von 1892 auf Messtischblättern regelmäßig ohne Namen verzeichnet.
| Jahr | Einwohner | Wohn- gebäude | Kategorie |
| ---- | --------- | ------------- | --------- |
| 1871 | 14        | 2             | Hofstelle |
| 1885 | 12        | 2             | Wohnplatz |
| 1895 | 15        | 3             | Wohnplatz |

Die riesige Pinge des Tagebaus der Grube Luther hat die ehemalige Stadt Bensberg in den 1960er Jahren als Müllkippe benutzt.

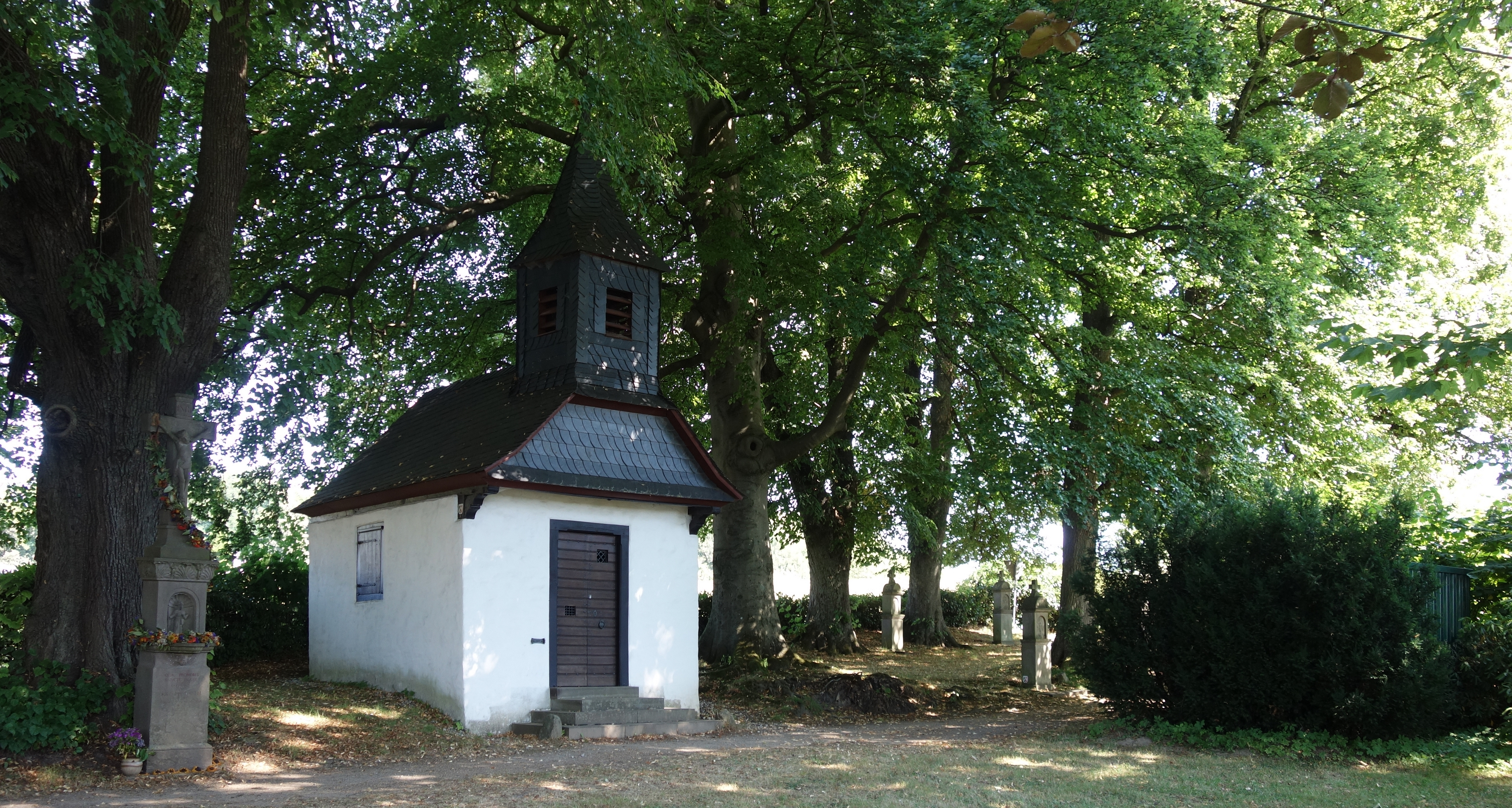
Kapelle St. Jakobus (1667)
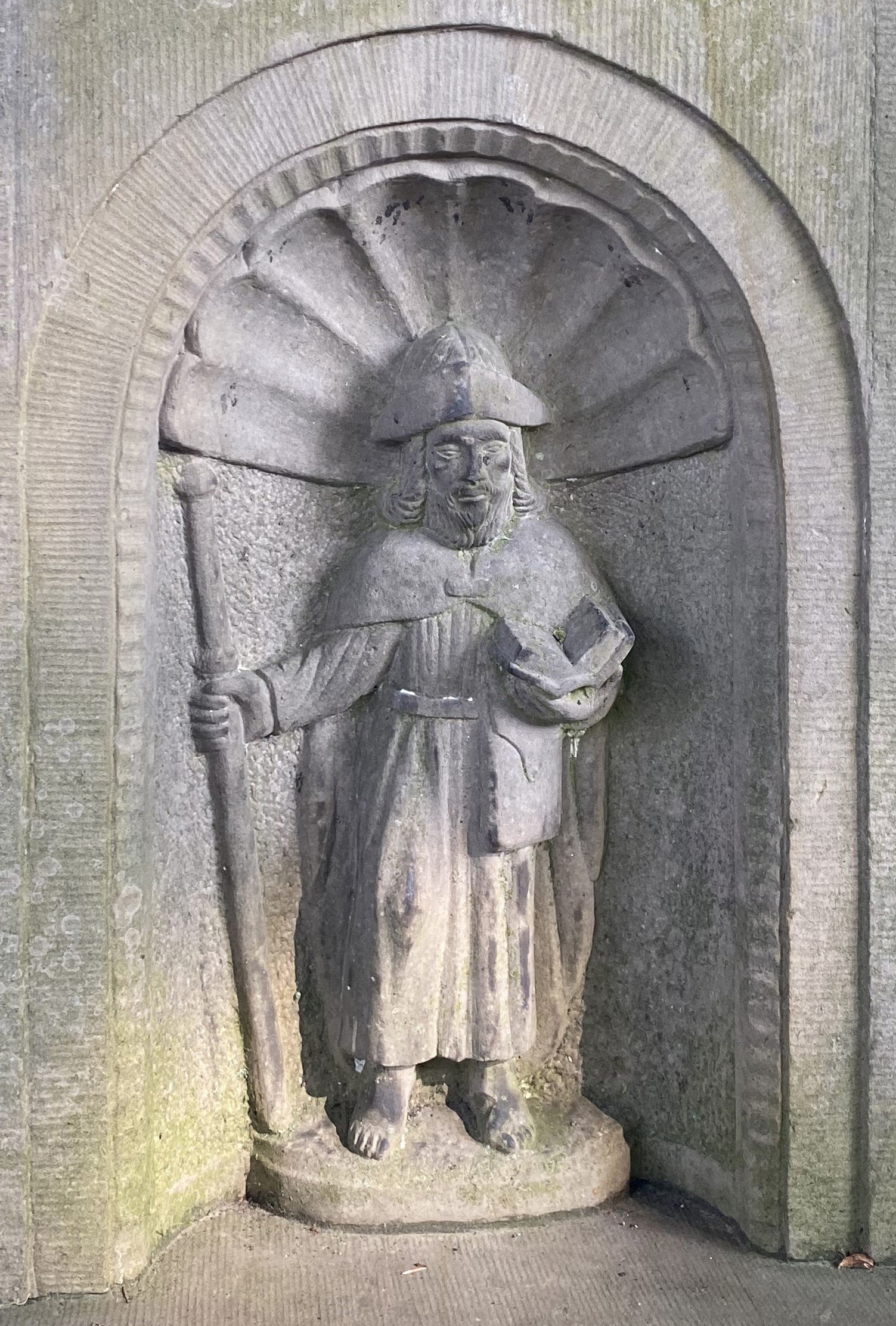
Jakobusfigur – Wegekreuz (1842)
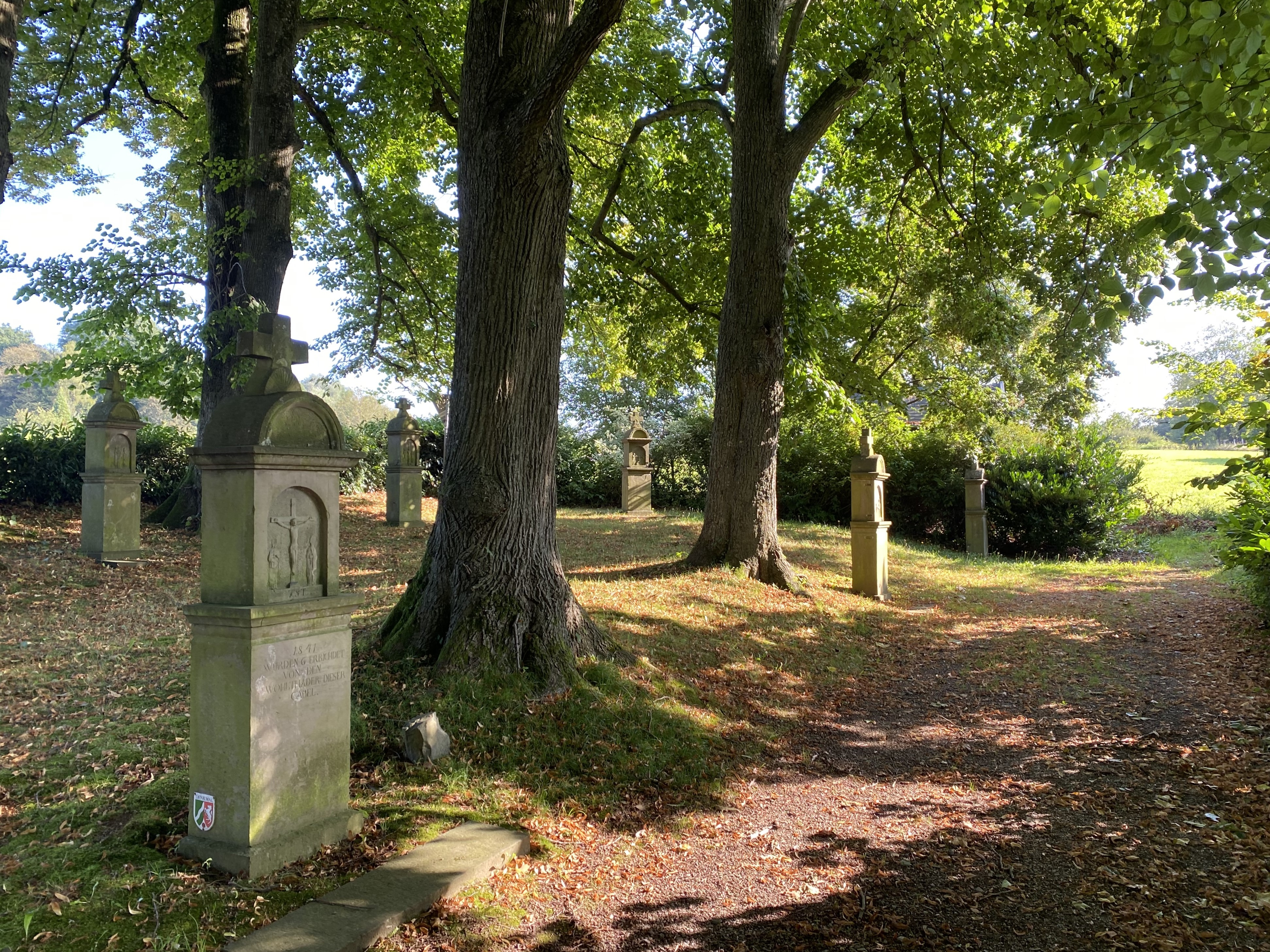
Kreuzweg östl. der Kapelle
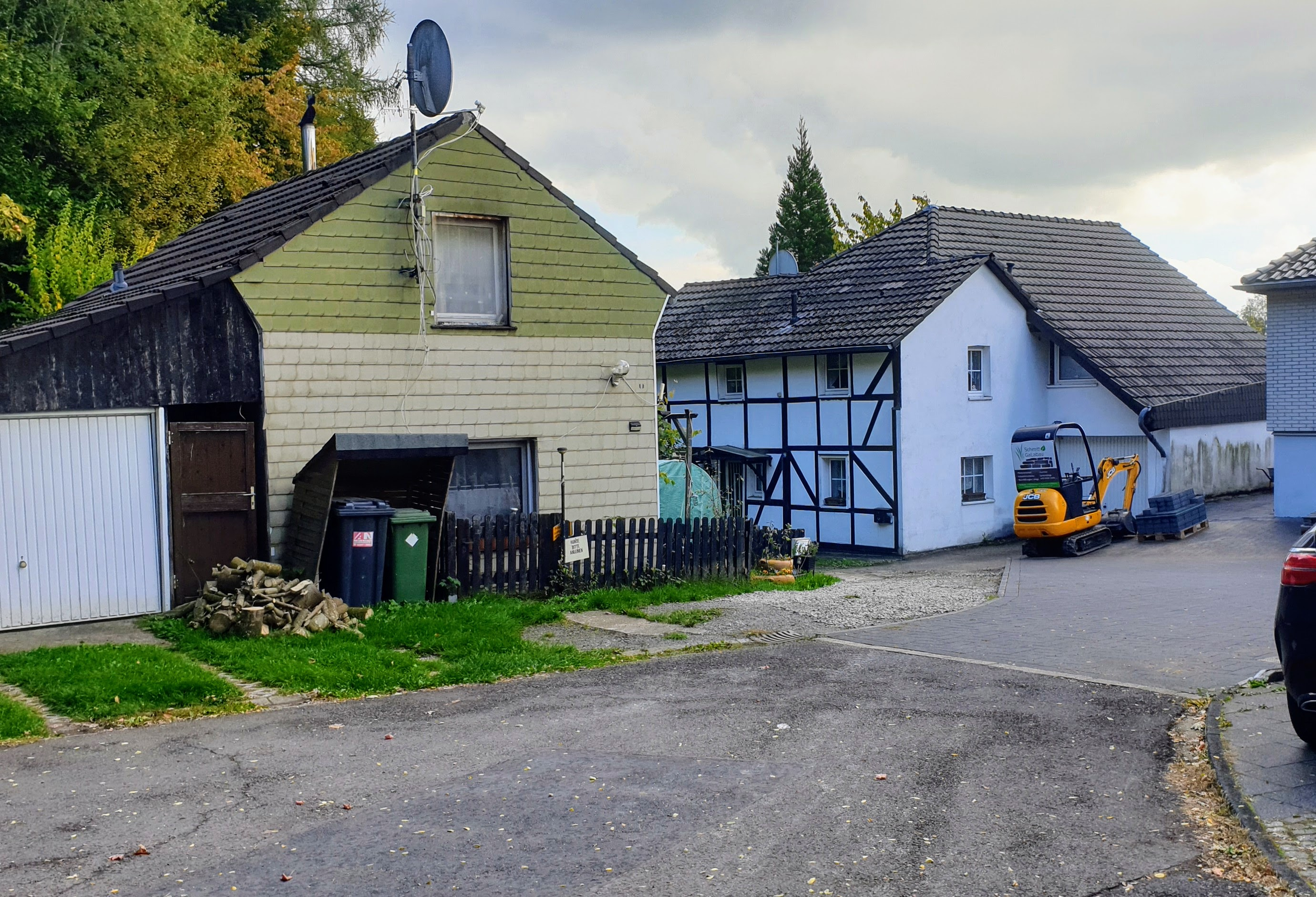
Altes Fachwerkhaus am Ende des Grubenwegs, vermutlich das Zechenhaus.
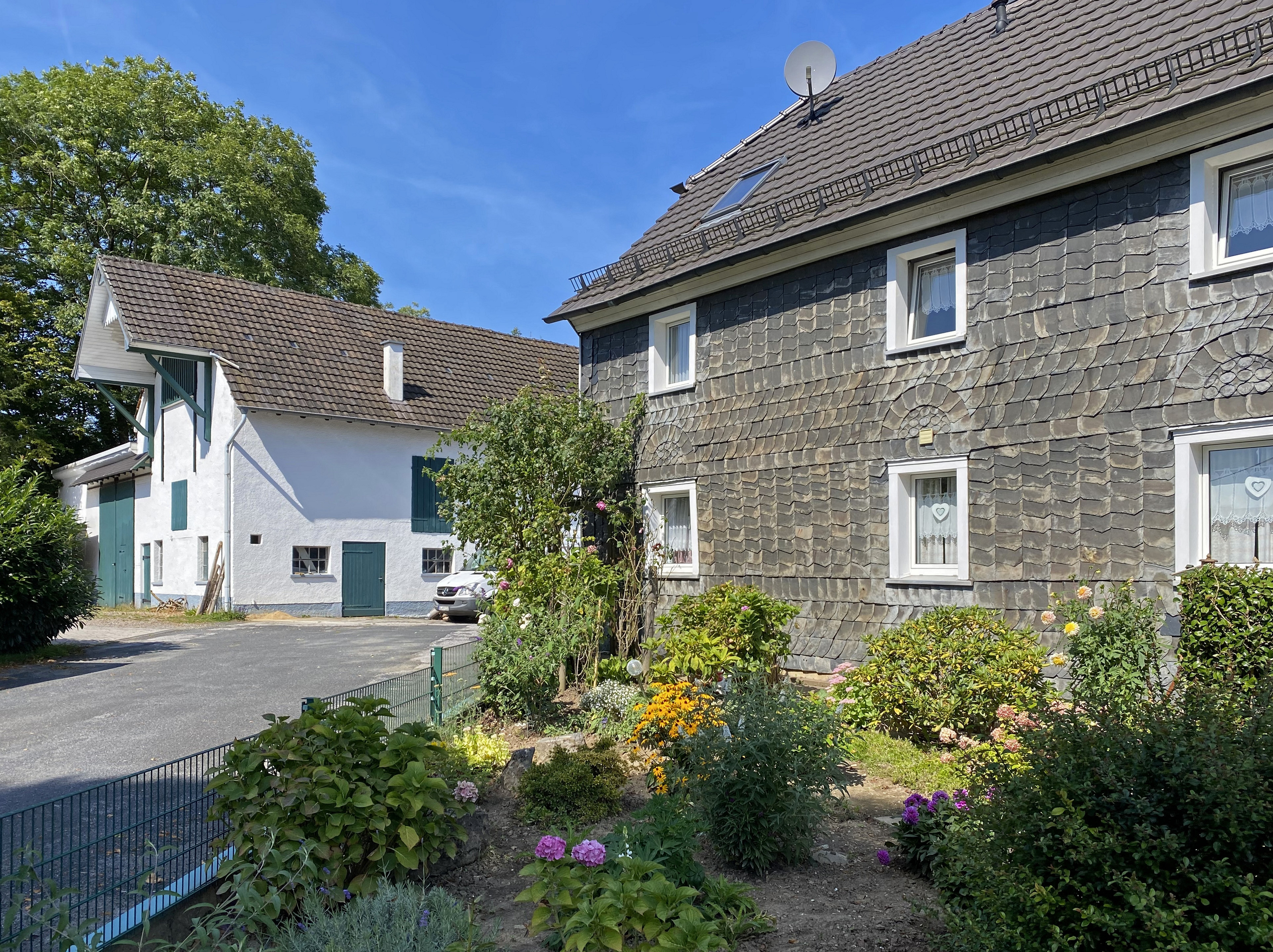
Hofgebäude Bensberger Straße in Spitze
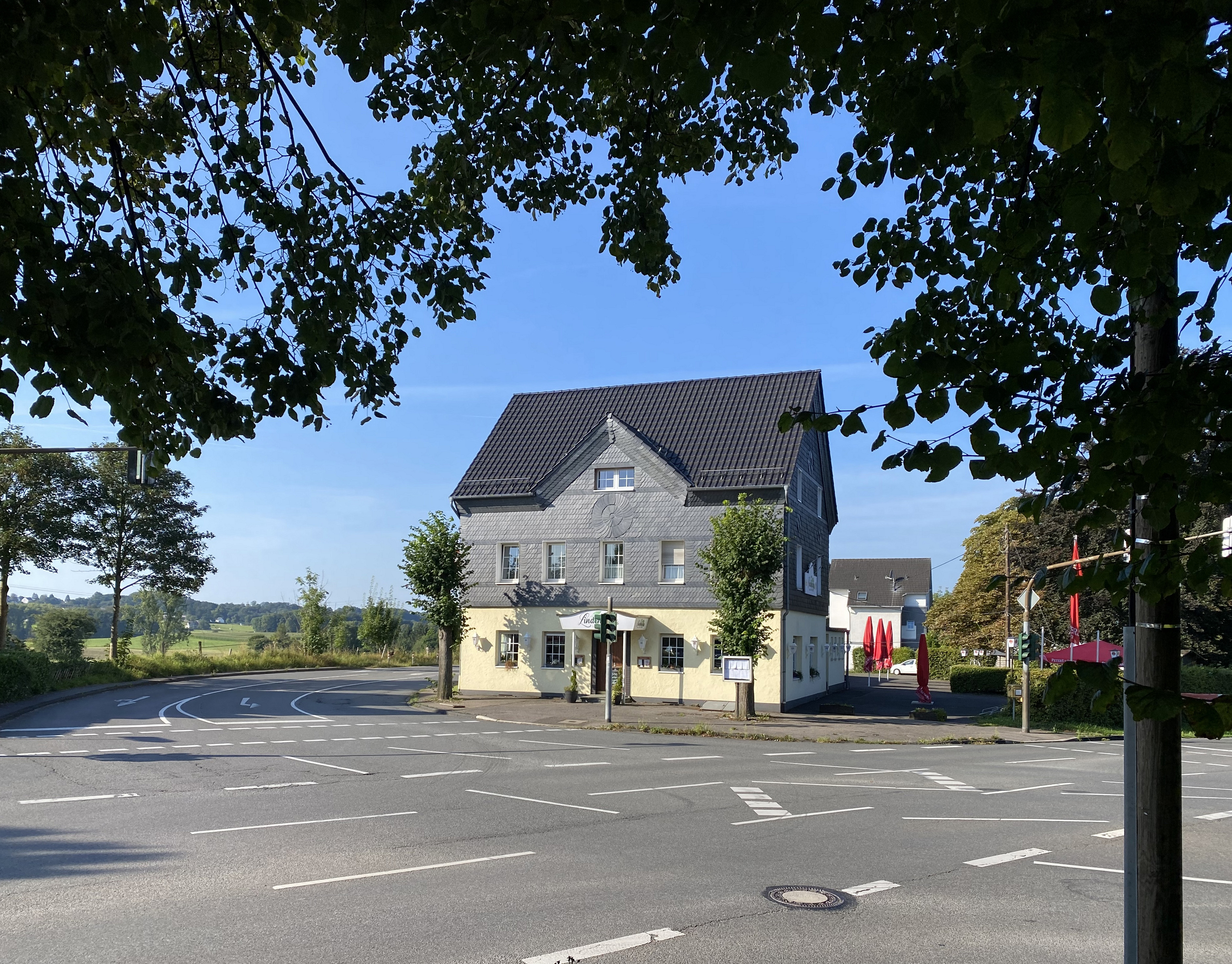
Landgasthof Lindenstube